# J. Aubrey Tyson
Pour les articles homonymes, voir Tyson.
John Aubrey Tyson, né à Philadelphie en  mars 1870 et mort en Pennsylvanie le 16 octobre 1930, est un auteur américain de littérature populaire. Il signe ses œuvres J. Aubrey Tyson.

## Biographie
Il amorce sa carrière littéraire en 1903 par la publication d’un roman policier, The Stirred Cup. Il se lance ensuite dans la nouvelle et, jusqu'au déclenchement de la Première Guerre mondiale alimente de ses productions divers pulps américains. Outre le récit policier, il aborde à cette occasion la science-fiction et le fantastique, mêlant souvent plus d’un genre au sein d’une même œuvre. Plusieurs de ses récits, destinés au Railroad Man’s Magazine, ont pour cadre le milieu ferroviaire auquel Tyson avait déjà consacré un article de fond en 1904, témoignage de sa fascination pour cet univers. 
Il cesse d'écrire et sert dans l'armée pendant la Première Guerre mondiale. En 1923 paraît une anthologie des meilleurs textes écrits entre 1905 et 1919.
En 1922, il donne avec The Scarlet Tanager un curieux roman d’anticipation, mâtiné d’espionnage, où une agente des services secrets britanniques est impliquée dans une tentative visant à renverser le gouvernement américain à l’aide d’un sous-marin pirate doté d'un rayon invisible de la mort. Calibre 22 (1930) ne fait pas exception à la règle du mélange des genres cher à l’auteur: si le récit à l'apparence d'un roman noir, alors que, dans les premiers chapitres, un journaliste parvient à faire arrêter une bande de gangsters, il se poursuit comme un simple whodunit avec l’assassinat d’un maître-chanteur et l’enquête du héros astreint à démasquer le coupable parmi une liste de suspects.

## Œuvre

### Romans
- The Stirred Cup (1903)
- The Scarlet Tanager (1922)
- The Rhododendron Man (1930) Publié en français sous le titre Calibre 22, Paris, Librairie des Champs-Élysées, Le Masque no 167, 1934
- Boots and Saddles; or, High Adventure (1931)

### Nouvelles

#### Recueil de nouvelles
- The Barge of Haunted Lives (1923)

#### Nouvelles isolées
- The Hulk on “The Billies” (1897)
- Ormsby’s Infant Terrible (1905)
- Submarine’s Dry Cruise (1905)
- Throug a Port-Hole (1905)
- Her Thread of Destiny (1905)
- The Black Smudge (1905)
- The Harbour of Living Dead (1905)
- The Dead Man’s Tale (1905)
- The Queen’s Prisoner (1905)
- Bugles and Butterflies (1906)
- The Lady of the Cobwebs (1906)
- Under Low Bridges (1907)
- The Man of Straw (1907)
- The Railway Pizarro (1907)
- The Cricket of Leeds (1908)
- Juno at the Way Station (1908)
- The Barge of Haunted Lives (1908)
- The Man Who Lost Himself (1908)
- In the Tarentula’s Skein (1909)
- Old Love or New? (1909)
- The Magnet of Disaster (1910)
- Without Lights (1910)
- The Gray Mole’s Game (1910)
- In Saturn’s Rings (1910)
- The Sign of the Crab (1910)
- The Flag is Dropped (1911)
- A Corner is Gold (1911)
- On a Shoal of Suspicion (1911)
- A Case of Whiskers (1911)
- A Tale of Lost Streets (1911)
- The Forest Rider (1911)
- Pawns of the Night Trick (1912)
- A Friend of the Monk’s (1912)
- A Jinx of the Rail (1912)
- Where Wolf Trails Cross (1912)
- The Valley of Shadows (1912)
- The Red Goblin (1912)
- On the Rail at Nowhere (1912)
- The Run to Cramerbridge (1912)
- The Fool Who Rushed In (1912)
- Boss of the Skyline (1913)
- Boots and Saddles (1913)
- In The Light of Evidence (1914)
- Under the Wire (1919)

### Articles
- The Making of Railroad Officials (1904)
- Melba in Australia (1905)